# Smidovič
Smidovič (ruski: Смидович; jidiš: סמידאוויטש) gradsko je naselje i upravno središte Smidovičkog rajona Židovske autonomne oblasti u Rusiji.

## Stanovništvo
- 5120 (popis 2010.);[1]
- 5905 (popis 2002.);[2]
- 6646 (popis 1989.)

## Povijest
Rano je židovsko naselje, osnovano 1928. Nazvano je po Pjotru Smidoviču koji je s Mihailom Kalininom došao na ideju osnivanja Židovske autonomne oblasti.